# Нестоїтська волость
Нестоїтська волость — історична адміністративно-територіальна одиниця у Балтському повіті Подільської губернії Російської імперії (до 1917 року) та Балтському повіті Одеської губернії УСРР. Волосний центр — село Нестоїта.
Станом на 1885 рік волость займала площу у 50117 десятин землі, складалася з 10 поселень, 10 сільських громад. Населення — 8949 осіб (4573 чоловічої статі та 4376 — жіночої), 1613 дворових господарств.
|                     | Площа, десятин | У тому числі орної, дес. |
| ------------------- | -------------- | ------------------------ |
| Сільських громад    | 15542          | 10366                    |
| Приватної власності | 33749          | 16088                    |
| Казенної власності  |                |                          |
| Іншої власності     | 826            | 469                      |
| Загалом             | 50117          | 26923                    |

До складу волості також входили села:
- Борщі,
- Гавиноси,
- Глибочок,
- Гонората,
- Дігори,
- Домниця,
- Коси (Коси Другі, правобережжя р. Ягорлик)[3][4],
- Косянська Слобідка,
- Ксьондзівка,
- Кульна,
- Любомирка.

Станом на 1921 рік існувала також Любомирська волость.
Ліквідовані у ході адміністративно-територіальної реформи 1923 року.